# Munttoren

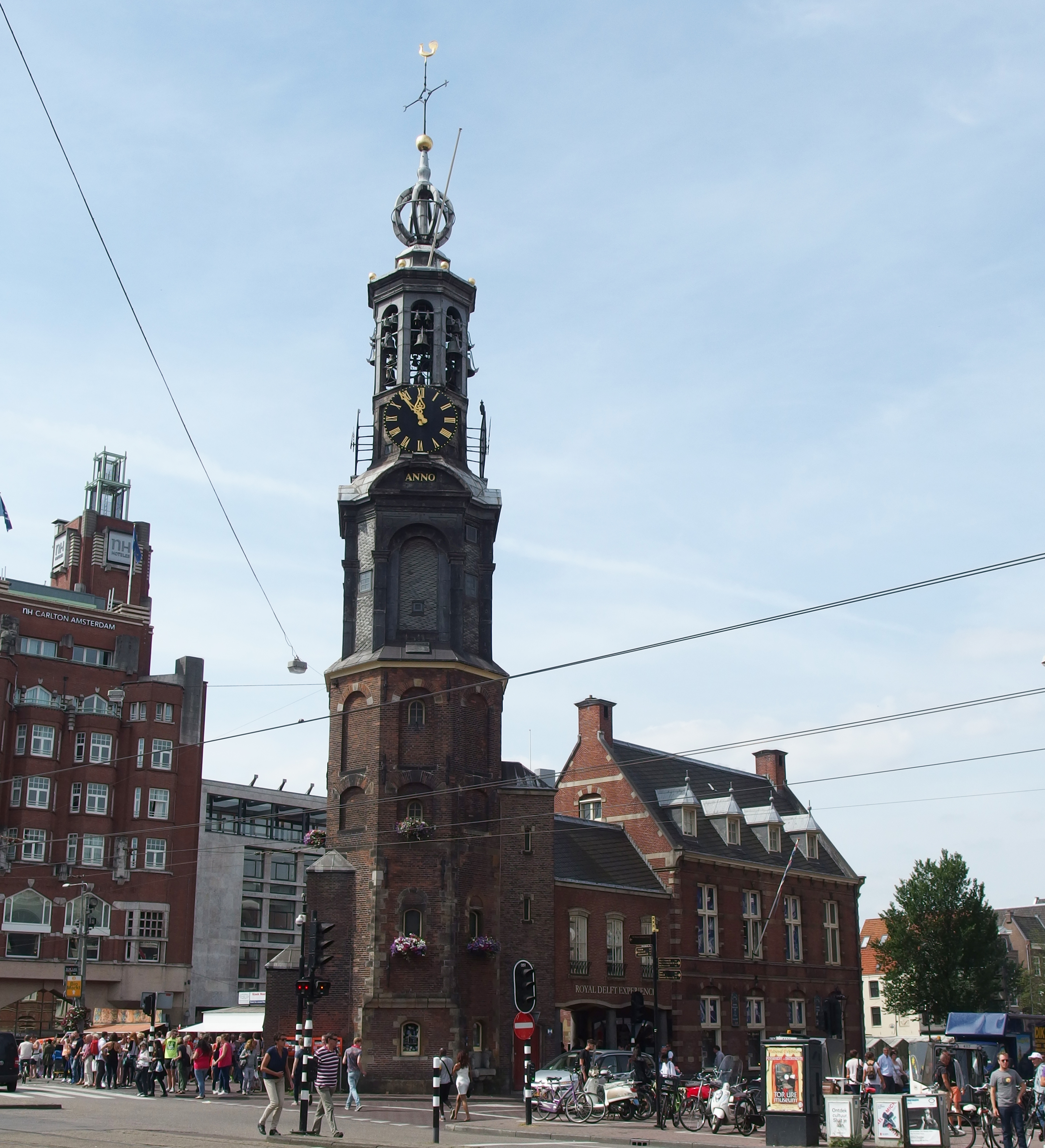
Muntgebouw und Munttoren, von der Muntplein aus gesehen, 2015

Die Munttoren oder de Munt (Münzturm) ist ein Turm im Zentrum von Amsterdam. Dieser ist ein Teil des ehemaligen Stadttores Regulierspoort, das wie die Sint Antoniespoort zur ehemaligen Stadtmauer gehörte. Es gab ursprünglich zwei Türme und ein Wachhaus, die zwischen 1480 und 1487 gebaut worden waren. 1618 brannten beide Türme ab, danach baute man nur den westlichen Turm wieder auf. Der Turmstumpf erhielt 1619–1620 einen achteckigen Aufbau mit einer offenen Turmhaube, nach einem Entwurf von Hendrick de Keyser, vier Ziffernblätter und ein Glockenspiel.

## Geschichte

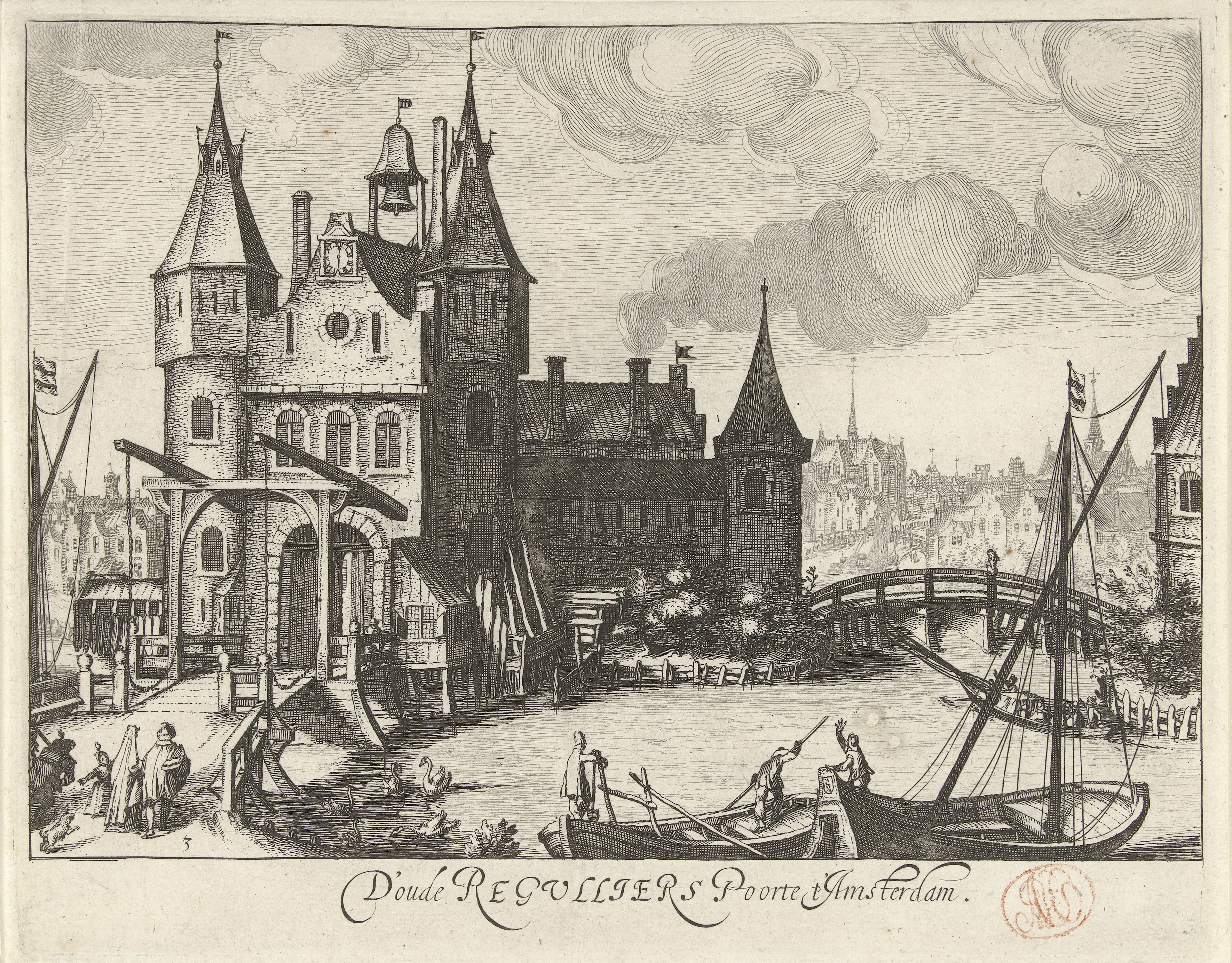
Die Ersten Regulierspoort

Das Glockenspiel wurde um 1650 von den Gebrüdern Hemony gegossen. 1873 wurden die Glocken als Alteisen verkauft, sie sind heute im Amsterdam Museum zu besichtigen. Zurzeit besteht das Glockenspiel aus 38 Glocken, elf mehr als ursprünglich.
Jede Viertelstunde betätigt ein mechanisches Spielwerk die Glocken, und zur halben und vollen Stunde schlagen die Glocken die Uhrzeit. Jeden Samstag von 14 bis 15 Uhr gibt Stadtglockenspieler Gideon Bodden ein Konzert.
Der Name des Turms verweist darauf, dass im 17. Jahrhundert hier Münzen geschlagen wurden. Der Turm bekam im niederländischen Schicksalsjahr (Rampjaar) 1672 seinen heutigen Namen, als Amsterdam ein zeitliches Recht zum Münzschlagen bekam.
Zu jener Zeit waren große Teile der Niederlande von Frankreich besetzt, und es war nicht möglich, Gold und Silber zu den Münzen in Dordrecht und Enkhuizen zu transportieren. Die Münzen wurden im Wachhaus geprägt.
Das Wachhaus, das den Brand von 1618 überstanden hatte, wurde im 19. Jahrhundert abgerissen und durch das heutige Gebäude ersetzt. Es wurde im Neorenaissance-Stil gebaut. Bei einem Umbau während der Jahre 1938 und 1939 wurde im Erdgeschoss ein Durchgang angelegt.
Der Turm steht auf dem Muntplein, einer verkehrsreichen Kreuzung am Anfang der Kalverstraat und des Rokin und am Ende des Blumenmarktes (Bloemenmarkt) am Singel. Der Muntplein ist eigentlich eine breite Brücke, dort wo der Singel in die Amstel mündet. Es ist die breiteste Brücke in der Amsterdamer Innenstadt und die Nummer eins im Amsterdamer Brückenverzeichnis.
Wegen des Baus der neuen Nord-Süd-Linie der U-Bahn müssen die Fundamente des Turms verstärkt werden, da sonst die Gefahr besteht, dass er absackt.